# Himmelsfärd (novellsamling)
För helgdagen se: Kristi himmelsfärds dag
Himmelsfärd är en novellsamling av Artur Lundkvist, utgiven 1935.
Boken var Lundkvists första novellsamling. De flesta av berättelserna utspelar sig i hans nordskånska uppväxtmiljö och några, som Barndomsland, har självbiografisk bakgrund.
Novellen Hästhandlarens flickor eller Varandras mödrar filmatiserades 1954 som Hästhandlarens flickor.

## Innehåll
- Systrarna
- En förlorad son
- Levnadsteckning över Samuel Vester
- Jord och moder
- Hästhandlarens flickor eller Varandras mödrar
- Barndomsland
- Krigarlivet är så härligt
- Genomresa
- Ishavsvägen
- Kött och vin
- Himmelsfärd
- Skrivet om natten

### Fotnoter
1. ↑  ”Hästhandlarens flickor”. Svensk Filmdatabas. http://sfi.se/sv/svensk-filmdatabas/Item/?itemid=4436&type=MOVIE&iv=Basic&ref=/templates/SwedishFilmSearchResult.aspx?id%3d1225%26epslanguage%3dsv%26searchword%3dh%C3%A4sthandlarens+flickor%26type%3dMovieTitle%26match%3dBegin%26page%3d1%26prom%3dFalse. Läst 24 mars 2013.